# Kap Baba

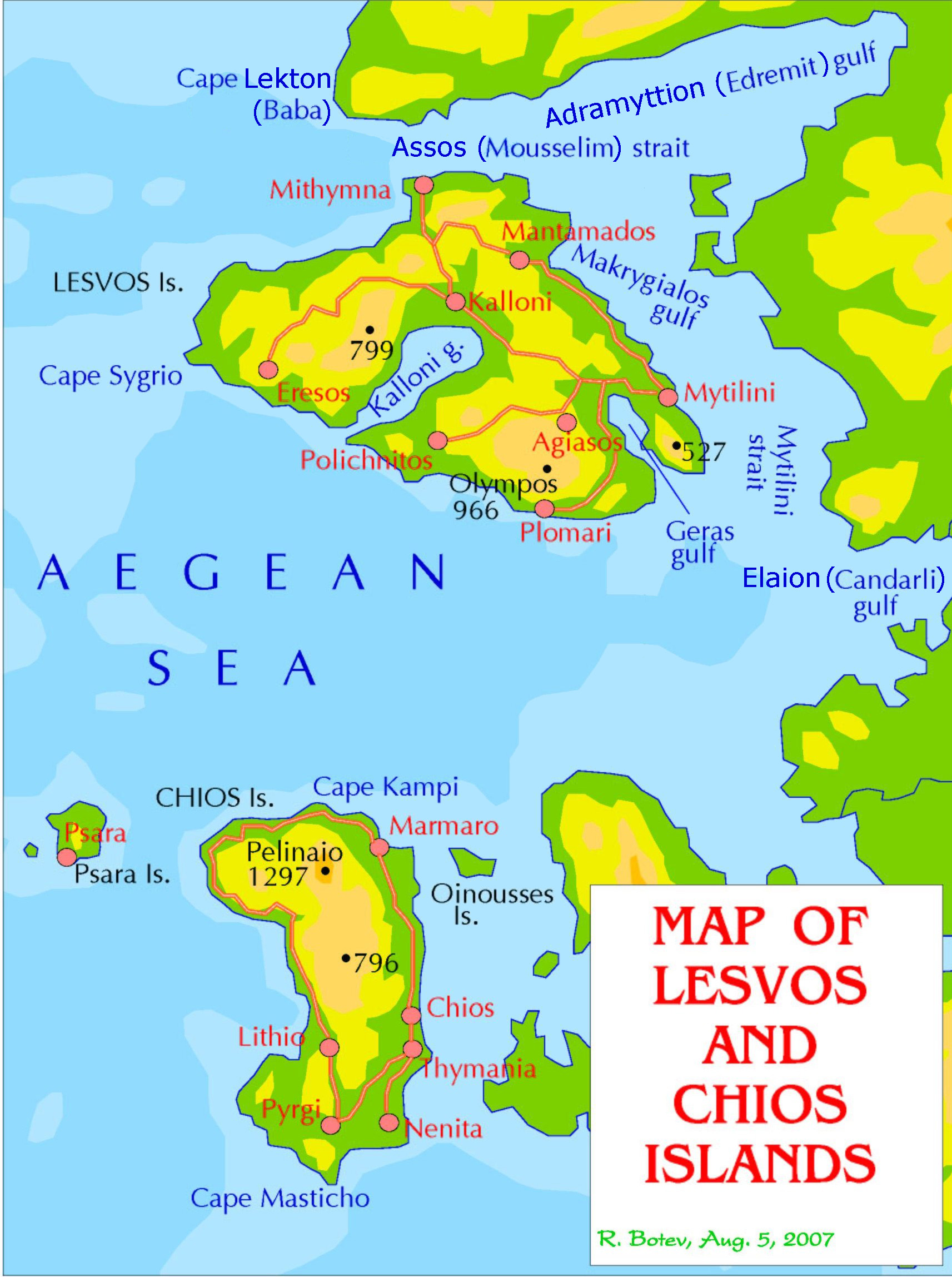
Lägeskarta

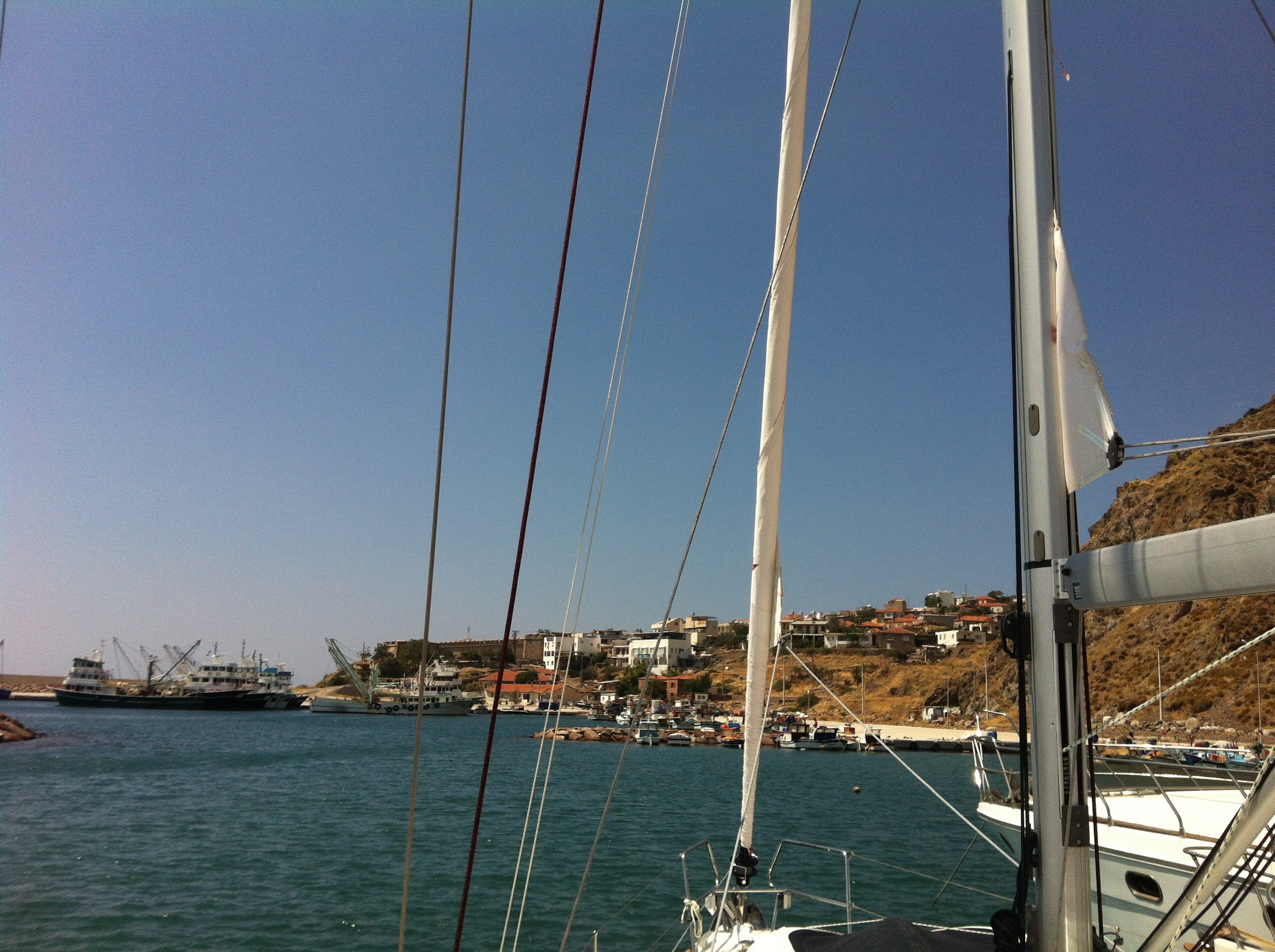
Babakale med Kap Baba i bakgrunden

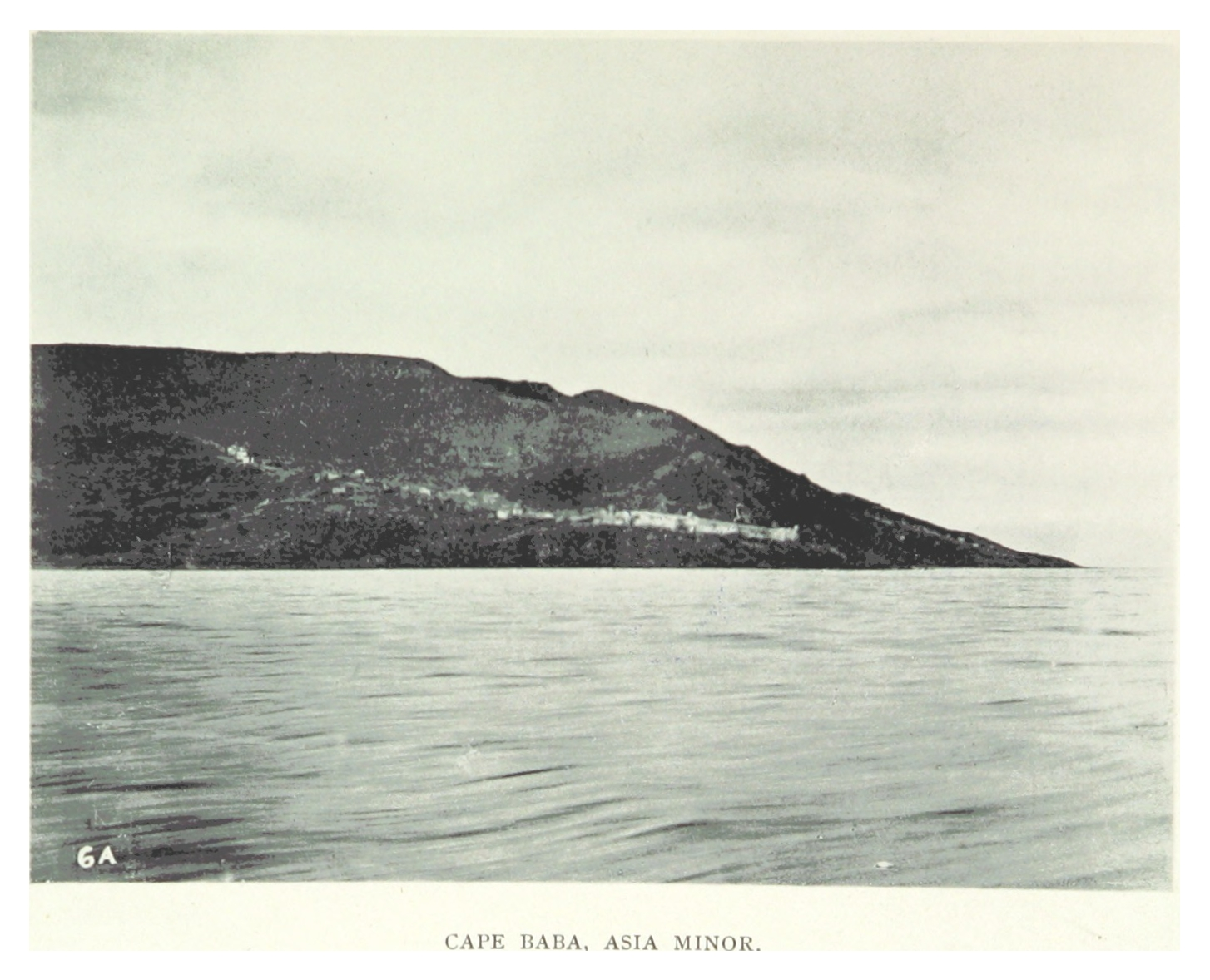
Äldre bild Kap Baba

Kap Baba (turkiska Baba Burnu, även Kap Burnu) är en udde i provinsen Çanakkale i västra Turkiet. Udden är den västligaste fastlandspunkten i Turkiet och på Asiens fastland och är en av världens yttersta platser. Den västligaste punkten i Turkiet i världsdelen (politiskt, en del av Greklands öar ligger geografiskt längre österut men räknas politiskt till Europa) Asien är İncirburnu på Gökçeadaön också i Turkiet.

## Geografi
Kap Baba ligger i den västligaste delen av Anatoliska halvön i orten Babakale i distriktet (ilçe) Ayvacık i regionen (bölgesi) Marmara vid Edremit golfen i nordöstra Egeiska havet. Udden ligger cirka 70 km sydväst om staden Çanakkale och cirka 10 km norr om den grekiska ön Lesbos.
Vid udden finns den cirka 32 meter höga fyren "Baba Burnu". Fyren ligger inom den gamla befästningen "Baba Kalesi".
Förvaltningsmässigt utgör udden en del av provinsen Çanakkale ili.

## Historia
Området kallades tidigare Lekton och var då del av den historiska regionen Troas. Området besöktes i biblisk tid av evangelisten Lukas och aposteln Paulus under respektives resa från Troas till Assos och omnämns i Nya testamentets Apostlagärningarna.
Befästningen Baba Kalesi byggdes kring 1720 under sultanen Ahmed III.
Den nuvarande fyren invigdes 1937 och är idag inte längre aktiv.